# Paradiopatra iberica
Paradiopatra iberica är en ringmaskart som först beskrevs av Hartmann-Schröder 1975.  Paradiopatra iberica ingår i släktet Paradiopatra, och familjen Onuphidae. Arten har ej påträffats i Sverige.